# Agar (nome)
Agar  è un nome proprio di persona italiano femminile.

## Varianti
- Alterati: Agarita[4]

### Varianti in altre lingue
- Arabo: هاجر (Hajar, Hadjara, Hagir)[3][5]
- Azero: Hacər[3]
- Bulgaro: Агар (Agar)
- Catalano: Agar[6]
- Croato: Hagara
- Ebraico: הָגָר (Hāgar)[3]
- Finlandese: Haagar
- Francese: Agar[3]
- Greco biblico: Αγαρ (Agar)[3]
- Inglese: Hagar
- Latino: Agar[1][3]
- Persiano: هاجر (Hacer)
- Polacco: Hagar
- Portoghese: Agar
- Russo: Агарь (Agar')
- Spagnolo: Agar[6]
- Tedesco: Hagar
- Turco: Hacer[3]
- Ucraino: Агар (Ahar)
- Ungherese: Hágár

## Origine e diffusione

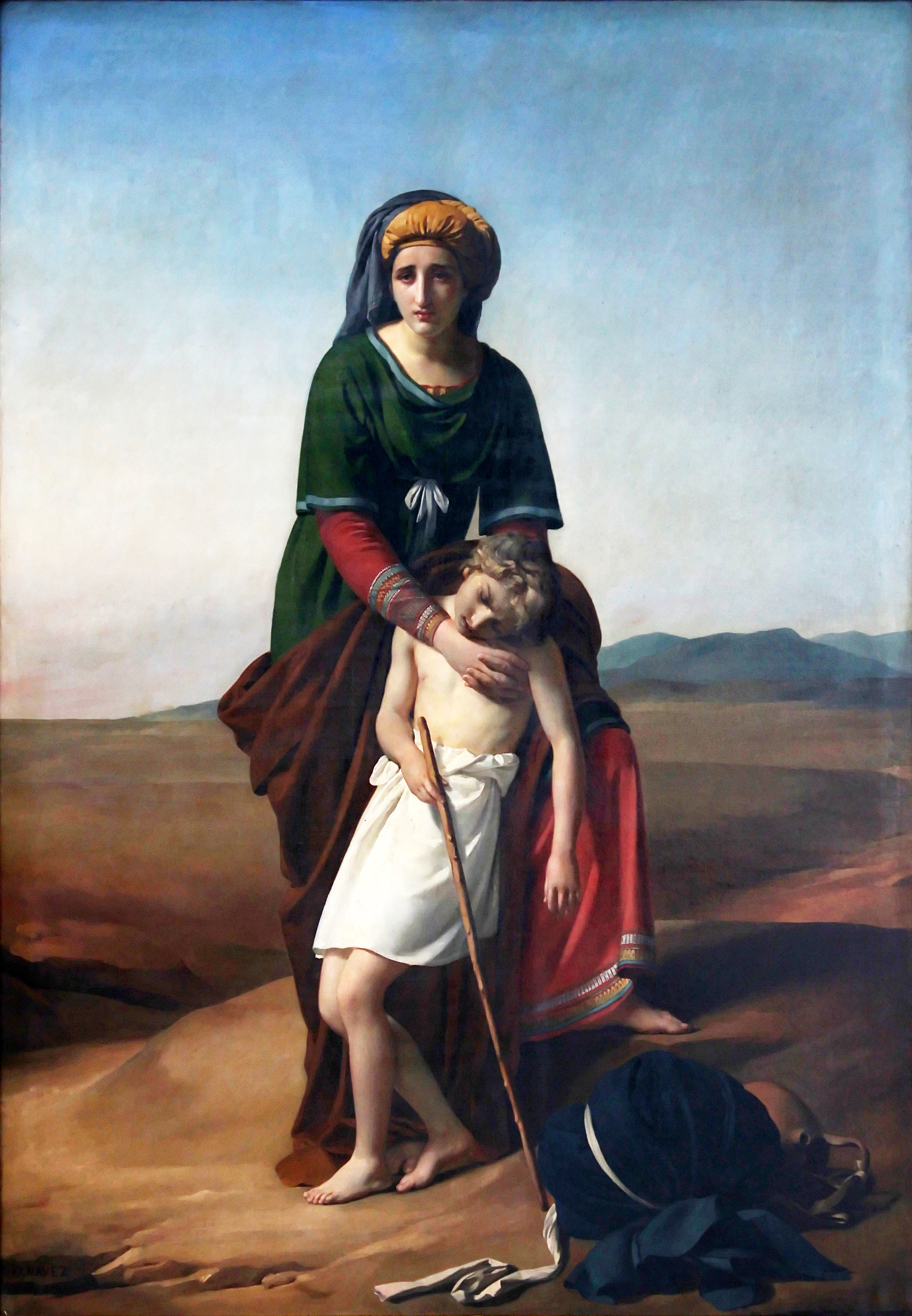
Agar e Ismaele nel deserto, di François-Joseph Navez

Nome di tradizione biblica, di scarsa diffusione nella cultura moderna; è presente nell'Antico Testamento, dove Agar è una schiava egizia di Sara; rimasta incinta di Abramo, a cui partorisce il figlio Ismaele, viene scacciata nel deserto per ordine di Sara, dove lei e il bambino vengono soccorsi da un angelo.
Deriva, tramite il latino Agar e il greco Αγαρ (Agar), dal nome ebraico הָגָר (Hāgar), la cui etimologia non è del tutto chiara; viene spesso ricondotto ad un verbo ebraico che significa "fuggire", dando quindi al nome il significato di "fuga" oppure di "fuggitiva", oppure a un altro verbo che vuol dire "trascinare via", o ancora a una parola che significa "forestiera", "straniera"; non è tuttavia impossibile che il nome abbia origini egizie, ormai indecifrabili.

## Onomastico
L'onomastico si può festeggiare il 1º novembre, giorno di Ognissanti, poiché il nome non possiede santa patrona ed è quindi adespota.

## Il nome delle arti
- Agar era uno pseudonimo dell'attrice francese Marie Léonide Charvin.

## Toponimi
- 682 Hagar è un asteroide della fascia principale, che prende il nome dal personaggio biblico.